# Kamlewadi, Basavakalyan
Kamlewadi là một làng thuộc tehsil Basavakalyan, huyện Bidar, bang Karnataka, Ấn Độ.